# Katniss Everdeen
Katniss Everdeen is een personage in De Hongerspelentrilogie, geschreven door Suzanne Collins. De Academy Award-winnende actrice Jennifer Lawrence speelt Katniss in de films The Hunger Games, The Hunger Games: Catching Fire en in The Hunger Games: Mockingjay - Part 1 en The Hunger Games: Mockingjay - Part 2.
Katniss en haar familie komen uit district 12, een kolenmijndistrict dat het armste en minst bevolkt is in de fictieve autocratische natie Panem. In het verloop van het eerste boek, De Hongerspelen, meldt Katniss zich aan als vrijwilliger om haar zusje, Primrose "Prim" Everdeen, te redden nadat deze is gekozen om op leven en dood te vechten in de hongerspelen. Katniss sloot een overeenkomst met Rue, die haar aan haar zusje deed denken, om te overleven. Ook met districtgenoot Peeta Mellark sloot ze een overeenkomst om samen te overleven in de hongerspelen, en ze doen alsof ze een liefdesverhouding hebben om de gunst van het publiek te winnen. Ze gebruikt haar kennis van jagen en boogschieten om te overleven. In de volgende twee boeken, Vlammen en Spotgaai, wordt Katniss ongewild het symbool van rebellie voor de 12 districten tegen het Capitool.

## Categorisatie

### Achtergrond
Katniss en haar familie leven in de futuristische natie Panem, gelokaliseerd op de plek die nu bekendstaat als Noord-Amerika. Panem wordt geleid door een dominante stad genaamd het Capitool, gelegen in de Rocky Mountains, omringd door 12 districten. Elk van deze districten heeft een specifiek doel in het leveren van iets aan het Capitool. Het verhaal begint in District 12, in Katniss' huis, in een kolenmijndistrict. District 12 is het armste district en Katniss leeft met haar moeder en zus in het armste gedeelte van de stad dat bekendstaat als "de laag".
Katniss' vader, een mijnwerker, is omgekomen in een mijnexplosie toen Katniss 11 was. Na zijn dood raakte de moeder van Katniss in een diepe depressie en was niet in staat om te zorgen voor haar kinderen. Op het randje van uithongering ging de 12-jarige Katniss naar het rijkere gedeelte van de stad, hopende om wat restjes uit de vuilnisbakken van de rijke handelaren te kunnen pakken. Bakkerszoon Peeta, die ze niet kende, zorgde er met opzet voor dat er twee broden aanbrandden, wetende dat hij ze weg moest gooien. Hier kreeg hij een pak slaag van zijn moeder voor. Hem werd verteld de twee broden aan de varkens te geven, echter gaf hij ze aan Katniss. Katniss nam op haar beurt de broden mee naar haar familie die al in geen dagen meer had gegeten. Het brood gaf ze hoop en hield ze gemotiveerd terwijl Katniss er een schuldgevoel aan overhield richting Peeta.
Een paar dagen na het incident met het brood besloot Katniss het bos in te gaan dat haar district omringt, om illegaal te jagen en eetbare planten te verzamelen die haar vader ook verzamelde toen hij nog leefde en voor het eten van het gezin zorgde. Daar ontmoette ze een jongen genaamd Gale Hawthorne. Samen zorgden ze voor beide families en ontwikkelden een hechte vriendschap.
Katniss' moeder keerde langzaam terug uit haar depressie en was weer in staat om als apotheker te werken. Katniss deed haar best om haar moeder te vergeven. Echter ondanks haar herstellende relatie met haar moeder, haar sterke vriendschap met Gale en haar groeiende schuldgevoel jegens Peeta, bleef Katniss ervan overtuigd dat haar zusje Prim "de enige persoon is van wie ze echt houdt".

### Persoonlijkheid
Collins beschrijft Katniss als een onafhankelijke sterke overlever, dodelijk en goed in out-of-the-boxdenken. Katniss haar verleden heeft haar tot een sterke overlever gemaakt (haar vaders overlijden, haar moeders depressie en bijna verhongering) en ze zal er alles aan doen om haar familie en zichzelf in leven te houden. Haar mening is dat aardige mensen het gevaarlijkst zijn. Dit komt omdat ze deze mensen snel mag en haar pijn doen wanneer ze het niet verwacht. Ze heeft laten zien dat ze de mensen beschermt van wie ze houdt, koste wat het kost, dit liet ze zien toen ze zichzelf als vrijwilliger aanmeldde voor haar zusje Prim, toen Gale zweepslagen kreeg (zelfs toen ze zelf een zweepslag kreeg) en toen ze besloot Peeta te redden tijdens de tweede hongerspelen. Omdat ze het grootste gedeelte van haar tijd voor de spelen heeft besteed aan haar familie en zichzelf in leven houden, kan ze niet goed met mensen omgaan. Ze snapt sociale signalen niet en heeft geen notie van andermans emoties. Zo merkte ze niet dat Gale verliefd op haar werd en evenmin dat Madge Undersee eigenlijk een van haar beste vrienden was. Ze heeft geen ervaring met romantiek of met liefde – behalve voor haar familie – en gelooft ook niet dat ze dit wil. Ze begreep eigenlijk tot na de spelen niet dat Peeta de waarheid vertelde, toen hij in het interview met Caesar Flickerman zijn liefde aan haar verklaarde. Ze heeft ook grote vertrouwensproblemen, ze vertrouwt niemand. Ze heeft gepland nooit te trouwen en nooit kinderen te krijgen die moeten opgroeien met de boete.
Min of meer vanzelfsprekend gaat ze mee in de filosofie van de spelen, het “doden of gedood worden”. Koelbloedig kiest ze wie ze gaat pakken gedurende de eerste spelen. Op een gegeven moment realiseert ze zich dat ze al een moordenaar is door haar jachtervaring, hoewel ze diep gechoqueerd is na haar eerst moord op Marvel. Aan het einde van de eerste spelen is ze bereid Cato neer te schieten, maar doordat mutilanten Peeta aanvallen lukt dat niet. Ondanks haar koelbloedigheid is ze extreem opgelucht haar bondgenoten Rue en Peeta niet te hoeven vermoorden. Wanneer de serie vordert, neemt haar koelbloedigheid toe tot het punt waar ze oprecht denkt iedereen te vermoorden behalve Peeta in de twee hongerspelen (in Catching Fire) en uiteindelijk maar één tegenstander hoeft te vermoorden. In het derde boek dood Katniss uit reflex een ongewapende vrouwelijke burger 
In Catching Fire heeft Katniss moeite met het begrijpen van de politieke kwesties van Panem. Ze heeft weinig tot geen kennis van politiek. Ze realiseert zich ook dat er veel belangrijkere zaken zijn dan het overleven zelf en besluit dat ze wil sterven voor Peeta en de opstand.

### Vaardigheden
Katniss is goed getraind in boogschieten en jagen, wat ze heeft geleerd van haar vader en Gale om ervoor te zorgen dat haar familie niet sterft van de honger. Ze gebruikt haar boogschiettechniek om 11 punten te scoren (op een maximum van 12) tijdens de jurybeoordelingen. Ze heeft veel verstand van eetbare, medicinale en giftige planten in district 12. Aanvankelijk kan ze prachtig zingen, zo mooi dat zelfs vogels stil zijn om naar haar te luisteren, maar na de dood van haar vader is ze hiermee gestopt (ze beweert dat muziek nutteloos is om te overleven, maar eigenlijk is het omdat het haar te veel aan haar vader doet denken). Katniss is een begaafd boomklimmer, waardoor ze veel voordeel heeft met jagen tijdens de hongerspelen. Ze denkt voornamelijk logisch na, behalve wanneer haar emoties de overhand nemen. Peeta zegt dat ze veel invloed heeft op mensen en bewondert haar daarom.

### Fysieke gesteldheid
Katniss wordt beschreven met recht zwart haar, olijfkleurige huid en grijze ogen. Dit is kenmerkend voor de bewoners van de laag, het armste gedeelte van district 12. Katniss draagt normaal haar haar in een lange vlecht over haar rug. Ze is dun, niet erg lang maar wel erg sterk voor haar lengte. Dit komt door het jagen in het bos rondom district 12. Katniss is zestien jaar oud in de hongerspelen en zeventien jaar oud gedurende de kwartskwelling. Ze draagt een broche van een spotgaai tijdens de hongerspelen.

### Namen
De naam Katniss is een Engelse aanduiding voor de sagittaria, een waterplant met eetbare wortelknollen. Gales bijnaam voor haar is  Catnip en is ontstaan doordat hij haar verkeerd verstond toen ze kennismaakten. Ook Catnip is een plantennaam: kattenkruid. Haar alias Mockingjay verwijst naar twee vogelsoorten: de jabberjay, een soort die in de laboratoria van The Capitol is ontworpen om de rebellen af te luisteren en de informatie letterlijk te reproduceren. De rebellen doorzien dat en voeden de vogels met valse informatie, waarna het Capitool ze aan hun lot overlaat. De jabberjays planten zich echter voort met vrouwelijke mockingbirds (vogels uit de familie van de spotlijsters) en daaruit zijn de mockingjays voortgekomen. Dit porte-manteauwoord is te vertalen als spotgaai. De schrijfster zegt hierover: "Hun bestaan was onbedoeld […] maar door overlevingsdrang bestaat dit schepsel toch en het heeft zich voortgeplant. […] Ik geloof dat Katniss een soort symbolische mockingjay is, een meisje dat er niet mocht zijn. […] Maar ze komt uit District 12, het lachertje van de twaalf districten van Panem, daardoor is ze er toch. De beveiliging is minder, het hek om 12 staat niet altijd onder stroom en het Capitool ziet geen dreiging in dit kleine en arme district. In deze omstandigheden floreert Katniss, ze passeert het hek en leert te leven als jager, ze is een overlever, ze is onafhankelijk in haar denken, meer dan anderen in de districten."

## Casting

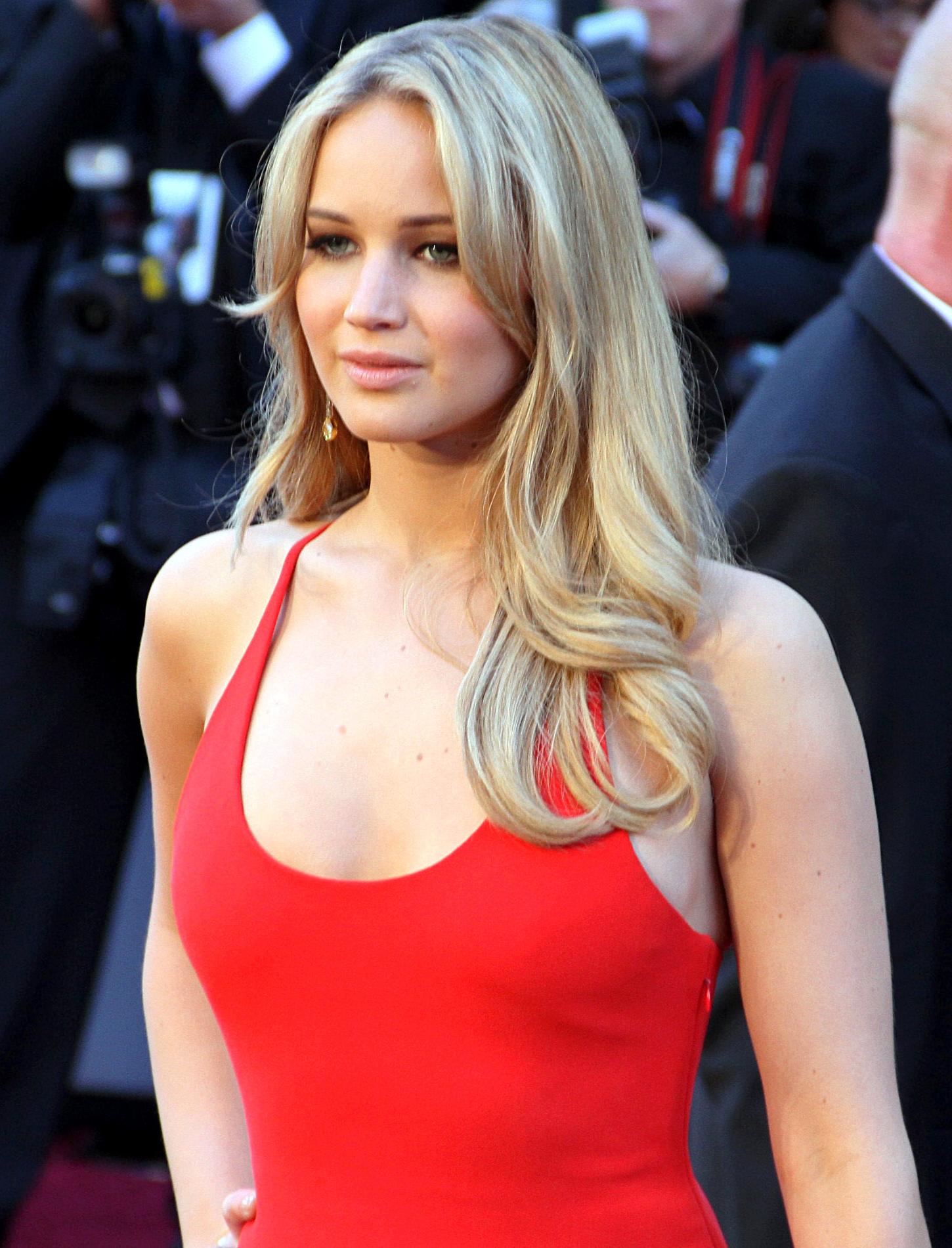
Actrice Jennifer Lawrence

Actrices Lyndsy Fonseca en Kaya Scodelario hadden geuit interesse te hebben in de film en ontvingen het script in oktober 2010, terwijl de Oscargenomineerde actrice Hailee Steinfeld directeur Gary Ross ontmoette. Actrices Chloë Grace Moretz, Malese Jow en Jodelle Ferland lieten publiekelijk hun belangstelling blijken voor de rol van Katniss Everdeen. Lionsgate bevestigde in maart 2011 dertig actrices te hebben ontmoet die het script hadden gelezen om deze rol op zich te nemen, onder wie Jennifer Lawrence, Abigail Breslin, Emma Roberts, Saoirse Ronan, Emily Browning, Shailene Woodley en ook Steinfeld, Moretz, Fonseca en Scodelario.  Op 16 maart 2011 werd aangekondigd dat Jennifer Lawrence was verkozen om de rol van Katniss Everdeen te spelen. Lawrence was 20 jaar op dat moment, iets ouder dan het personage (16).  Hoewel auteur Suzanne Collins zei dat de actrice die Katniss ging spelen "een zekere volwassenheid en kracht" moest bezitten en zei dat ze liever een oudere dan een jongere actrice wilde. Collins stelt dat Lawrence de enige was die het personage echt veroverde die ze in haar boek beschreef en dat ze elke essentiële kwaliteit had die noodzakelijk was voor het spelen van Katniss.